# Конавле
Конавле (или Конавли, устар. Конавля; сербохорв. Konavle, Konavli) — историческая область на территории современной Хорватии.
Расположено на южной оконечности страны: от деревушки Плат на севере до Которского залива на юге протяжённостью 20 км, у подножия берегового хребта Орьен; на территории общин Конавле и Жупа-Дубровачка. Название области (от лат. canabula — «отводной канал») было заимствовано славянами у более раннего — романского населения Далмации. Согласно другой версии, название происходит от тюркского канлы — «повозка». В области расположено плодородное Конавльское поле и аэропорт «Дубровник».

## История

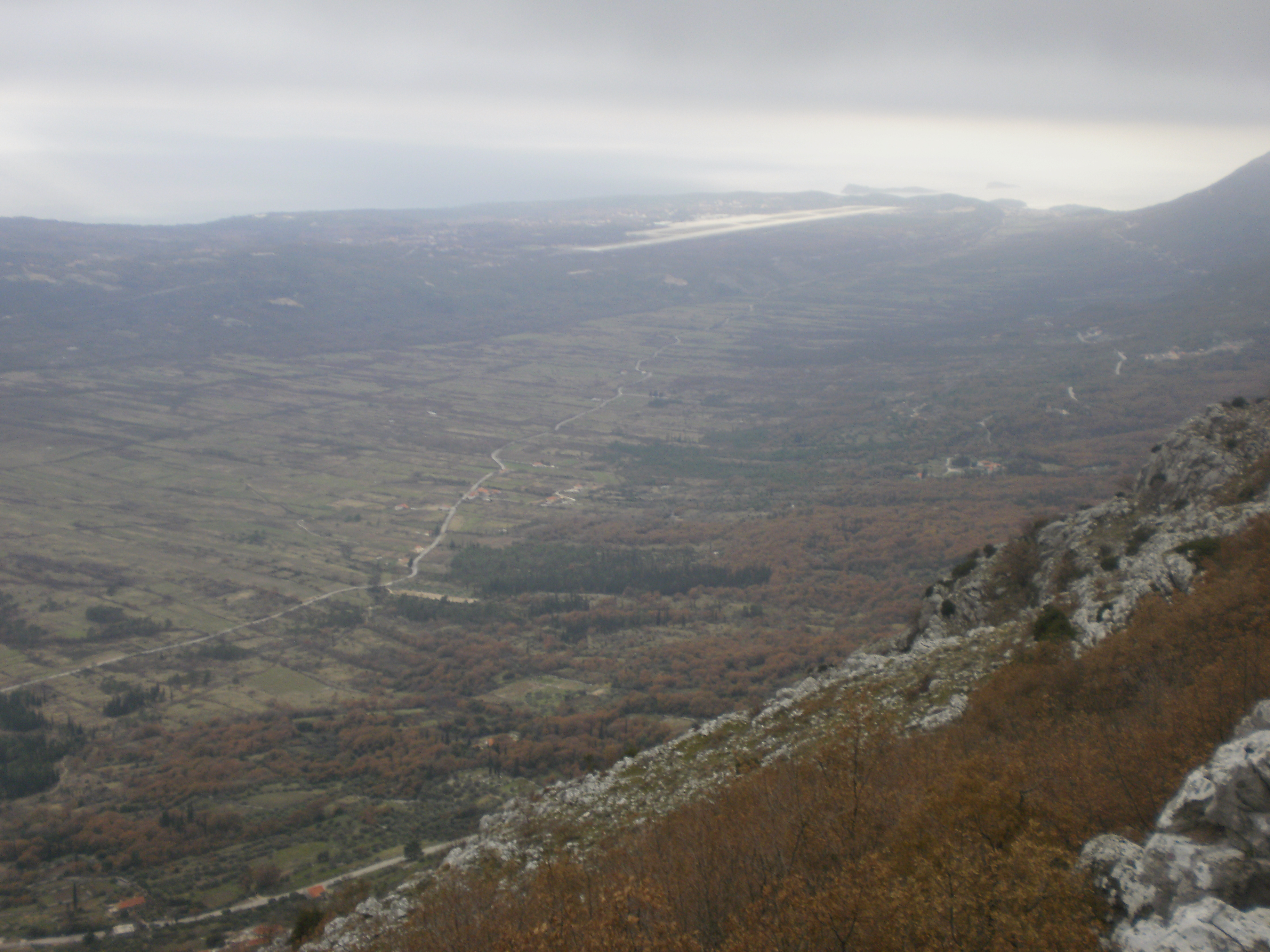
Конавльское поле

Территория Конавле была заселена людьми с эпохи неолита. Около 1000 года до н. э. здесь обитали иллирийские племена ардиеи и плереи. В 167 году до н. э. область вошла в состав Римского государства, главным её городом стал Эпидавр. Приблизительно с 493 года здесь хозяйничали остготы. В 535 году Конавле вошла в состав Византии. В VII веке сюда пришли славяне и авары, которые на месте древнего Эпидавра основали поселение, впоследствии получившее название Стари-Град (лат. Civitas vetus, откуда пошло современное название города — Цавтат). Здесь расселилось славянское племя коновлян (или каналитов). Под своим названием в письменных источниках Конавле (греч. Κανάλη) впервые упоминается Константином Багрянородным в X веке как территориальная единица, с IX века управляемая архонтом. В летописи попа Дуклянина Конавле упоминается как жупания, входившая в состав Красной Хорватии, территория которой совпадала с византийской областью Горная Далмация. В XI веке Конавле вошло в состав Дуклянского государства, в XII веке — в состав государства Неманичей, в 1378 году — в состав Боснийского государства. После смерти боснийского короля Твртко I Конавле было разделено между боснийскими феодалами.

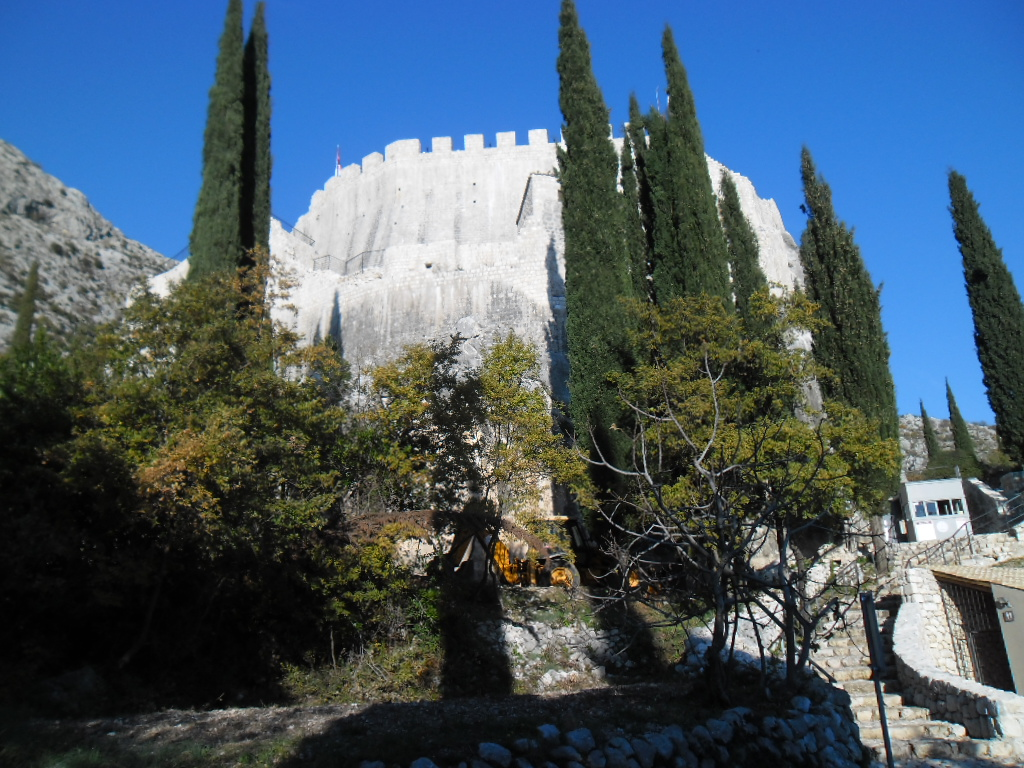
Сокол-град

В 1419 году дубровчане, с согласия венгерского короля Сигизмунда, приобрели восточную часть области у хумского феодала Сандаля Хранича за ежегодную плату в 500 перперов: таким образом был установлен Конавльский доход. В 1426 году они выкупили западную часть Конавле у Радослава Павловича. Под властью Дубровницкой республики область управлялась князем (лат. comes), резиденция которого находилась в местечке Свети-Мартин и в Цавтате. Для обороны южной окраины Дубровницкой республики важное значение имела крепость Сокол на Конавльском поле, которая пострадала от землетрясения 1667 года, а после 1672 года была заброшена. В XVIII веке область по-прежнему занималась морской торговлей. В 1799—1800 годах произошло крестьянское восстание. С 1809 по 1815 год — в составе Иллирийских провинций. После чего были включены в империю Габсбургов — в составе так называемого Королевства Далмации. В 1840—1847 году в Конавле вновь вспыхнуло восстание крестьян. В 1901 году здесь была проложена железная дорога Габела—Зеленика к Которскому заливу. В это время область переживала экономический подъём. Во время Югославских войн осенью 1991 года Конавле было занято войсками Югославской народной армии, солдаты которой совершали в населённых пунктах области акты грабежа. После подписания женевских соглашений 30 сентября 1992 года Югославия вывела войска с территории области. В 1993 году Конавле подверглась артиллерийским атакам со стороны Боснии и Герцеговины, где в это время шла война. С 1992 по 2002 год южная оконечность Конавле — полуостров Превлака являлся демилитаризованной зоной, находившейся под контролем ООН.